# 张国震
张国震（1915年—1987年），原名张国珍，笔名谷音，山西沁源人，中华人民共和国政治人物，曾任中共宜春地委书记、江西省人民政府副省长，江西省人大常委会副主任等职务。